# Вуковски Врх
Вуковски Врх (словен. Vukovski Vrh) је насељено место у општини Песница, Подравска регија, Словенија.

## Историја
До територијалне реорганизације у Словенији био је у саставу старе општине Песница.

## Становништво
У попису становништва из 2011. године, Вуковски Врх је имао 185 становника.
| Број становника према пописима | Број становника према пописима | Број становника према пописима |
| ------------------------------ | ------------------------------ | ------------------------------ |
| 1991                           | 2002                           | 2011                           |
| 173                            | 195                            | 185                            |

Напомена: Године 2017. извршена је мања размена територија између насеља Јаренински Врх и Вуковски Врх.